# Xiphopterella govidjoaensis
Xiphopterella govidjoaensis är en stensöteväxtart som först beskrevs av Guido Georg Wilhelm Brause, och fick sitt nu gällande namn av Barbara S. Parris. Xiphopterella govidjoaensis ingår i släktet Xiphopterella och familjen Polypodiaceae. Inga underarter finns listade.